# 2019年8月

## 8月1日
- 也門胡塞武裝組織以導彈和無人機攻擊亞丁一個軍營，造成至少32人喪生。[1]
- 美國總統唐納·川普宣佈將於9月1日起向餘下3000億美元中國出口到美國的貨品加徵10%關稅。[2]

## 8月2日
- 美國退出與前蘇聯簽訂的《中程導彈條約》180天啟動程序限期屆滿。外界憂慮，美國如果正式退出，將會引發全球軍備競賽。聯合國秘書長古特雷斯表示，美俄《中導條約》失效後，世界會衝向核子戰爭。古特雷斯強調，美俄應避免破壞穩定，尋求盡快就軍備控制達成共識[3][4]。
- 泰國曼谷有三處接連發生炸彈爆炸，造成至少四人受傷。當地正在舉行東盟外長會議，警方已加強保安，暫未有人承認策動襲擊[5]。

## 8月3日
- 美国德克萨斯州埃尔帕索一家沃尔玛商店发生枪击案，造成20人喪生。[6]

## 8月4日
- 美国俄亥俄州代顿發生槍擊案，造成9人喪生，行兇者被警察擊斃。[7]
- 印度尼西亚首都雅加达及鄰近省份發生大停電，數以千萬計的人受影響。[8]

## 8月5日
- 印度政府宣布将废除该国宪法第370条，取消查谟-克什米尔邦的自治权。[9]
- 美國將中國列為匯率操縱國。[10]
- 駐韓美國大使館方面表示，於2011年3月1日以後曾入境北韓的人今後將無法免簽證進入美國[11]。

## 8月7日
- 湯加附近的一座海底火山噴發，疑似形成大片浮岩，面積超過150平方公里。[12]

## 8月8日
- 在經過一日抵抗後，吉尔吉斯斯坦前总统阿尔马兹别克·阿坦巴耶夫被當局拘捕。[13]
- 俄羅斯海軍位於白海的一個海上試驗場在進行測試時發生爆炸，造成5名核工程師喪生，疑似與海燕核動力巡弋飛彈有關。[14]

## 8月9日
- 在华为开发者大会上，华为消费者业务CEO余承东正式宣布，发布基于微内核的自有操作系统鸿蒙。[15]

## 8月10日
- 超强台风利奇马于8月10日凌晨1时45分登陆中国浙江省温岭市城南镇[16]。

## 8月11日
- 爭取連任的阿根廷總統毛里西奧·馬克里在2019年阿根廷總統選舉初選得票居第二位，大幅落後於反對派候選人阿爾貝托·費爾南德斯。[17]

## 8月12日
- 中国国家通讯社新华社就香港问题发表《新华时评：必须将乱港暴徒绳之以法！》。[18]
- 当地时间8月12日凌晨，希腊雅典东郊派阿尼亚地区（英语：Paiania）发生大火。[19][20]

## 8月13日
- 美国贸易代表办公室发出声明，對原定於9月1日加徵10％关税的部分中國貨品取消加徵關稅或推遲至12月15日實施。[21]

## 8月15日
- 《华尔街日报》报道，美國總統唐納·川普有意向丹麥政府購買世界最大島嶼格陵兰。格陵蘭外交部隨後表明格陵蘭不供出售。[22]

## 8月17日
- 阿富汗首都喀布尔一個婚禮會場發生自殺式炸彈襲擊，造成至少63人喪生，伊斯兰国承認責任。[23]

## 8月20日
- 也門胡塞武裝組織擊落一架美軍MQ-9收割者偵察機。[24]

## 8月21日
- 阿卜杜拉·哈姆多克宣誓就任苏丹总理。[25]
- 巴西國家太空研究院表示在2019年至今，亞馬遜雨林共發生近4萬宗林火，較2018年同期大幅上升。[26]
- 印尼當局21日晚開始切斷通訊數據傳輸與網路連接，阻止巴布亞民眾使用社交媒體，不過電話和短訊功能仍正常運作。此举是因西巴布亚省和巴布亚省的示威持續，防暴警察拘捕損毀印尼國旗的巴布亞大學生，并在这一過程中使用「狗」、「豬」和「猴子」等涉及種族歧視的字眼羞辱學生。[27]

## 8月22日
- 韩国青瓦台公布称，韩方决定不再续签韩日《军事情报保护协定》，并计划向日方通报。[28]

## 8月23日
- 中美贸易战升級，中国商务部宣布决定对原产于美国的约750亿美元进口商品加征关税，同时决定对原产于美国的汽车及零部件恢复加征关税。[29]同日美国总统唐納·川普在推特上宣布美国将在10月1日對2500亿美元中国商品的现有关税稅率增加5%，而定于9月1日生效的另外3000亿美元中国商品的新关税稅率亦增加5%。[30]

## 8月25日
- 日韩关系日渐紧张的同时，韩国军方宣布在两国主权争议地区独岛附近海域启动为期两天的独岛防御演习（“东海领土守护演习”）[31]。

## 8月26日
- 印度尼西亚总统佐科·维多多正式宣布，政府已作出决定，要将首都迁往距雅加达1400公里的婆罗洲东加里曼丹省。[32]

## 8月27日
- 中国大陆因香港反送中运动，出现要求在香港实行一国一制的舆论观点，中国大陆官方媒体《环球时报》发表社评，针对这一观点进行批驳，表达维护香港一国两制、高度自治的态度[33]。

## 8月28日
- 英国女王正式通过首相鲍里斯·约翰逊的请求，议会休会将从9月第二周开启，直至10月14日。约翰逊此时要求暂停议会，这意味着在10月31日的最后期限前，议员们将无法通过立法来阻止约翰逊的“无协议”脱欧计划。[34]

## 8月29日
- 美国总统特朗普在白宫玫瑰园举行仪式，宣布美国太空司令部正式成立。[35]
- 朝鲜举行第14届最高人民会议第二次会议，通过修宪案。新补充了朝鲜国务委员会委员长颁布最高人民会议法令、国务委员会重要政令和决定；任命或召回驻海外的外交代表的内容。同时规定国务委员会委员长是根据全体人民的一致意志和心愿被选出的名副其实的朝鲜党、国家和武装力量的最高领导者。代表国务委员会委员长的法律地位进一步得到巩固，金正恩同志对国家全盘工作的唯一领导切实得到保障。[36]
- 伊朗在準備發射一枚信使運載火箭時，該枚火箭在發射台上爆炸。[37]

## 8月30日
- 颶風多利安增強為4級颶風。[38]

## 8月31日
- 2019年世界杯篮球赛在北京开幕，共有32个队伍参加。赛程从8月31日至9月15日。